# Phaonia leichopodosa
Phaonia leichopodosa är en tvåvingeart som beskrevs av Sun, Feng och Ma 2001. Phaonia leichopodosa ingår i släktet Phaonia och familjen husflugor.
Artens utbredningsområde är Sichuan (Kina). Inga underarter finns listade i Catalogue of Life.